# Milwińska Huta
Milwińska Huta (kaszb. Miélwëńska Hëta) – część wsi Milwino w Polsce, położona w województwie pomorskim, w powiecie wejherowskim, w gminie Luzino. Wchodzi w skład sołectwa Milwino.
W latach 1975–1998 Milwińska Huta administracyjnie należała do województwa gdańskiego.